# Амурсана
Амурсана́ (монг. Амарсанаа?, ᠠᠮᠤᠷᠰᠠᠨᠠᠭ᠎ᠠ?; 1722 — 1757, Тобольск) — ойратский нойон, последний правитель Джунгарского ханства (1755 — 1757), полководец, глава антиманьчжурского освободительного движения в Монголии в 1755—1758 годах.

## Биография

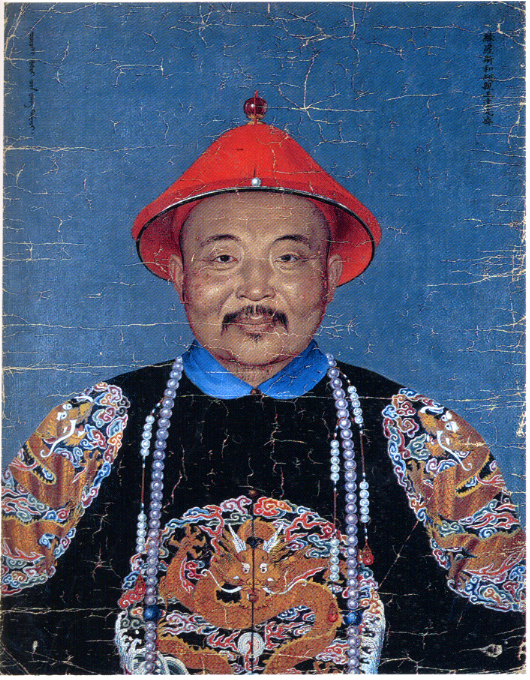
Дабачи в цинском парадном платье

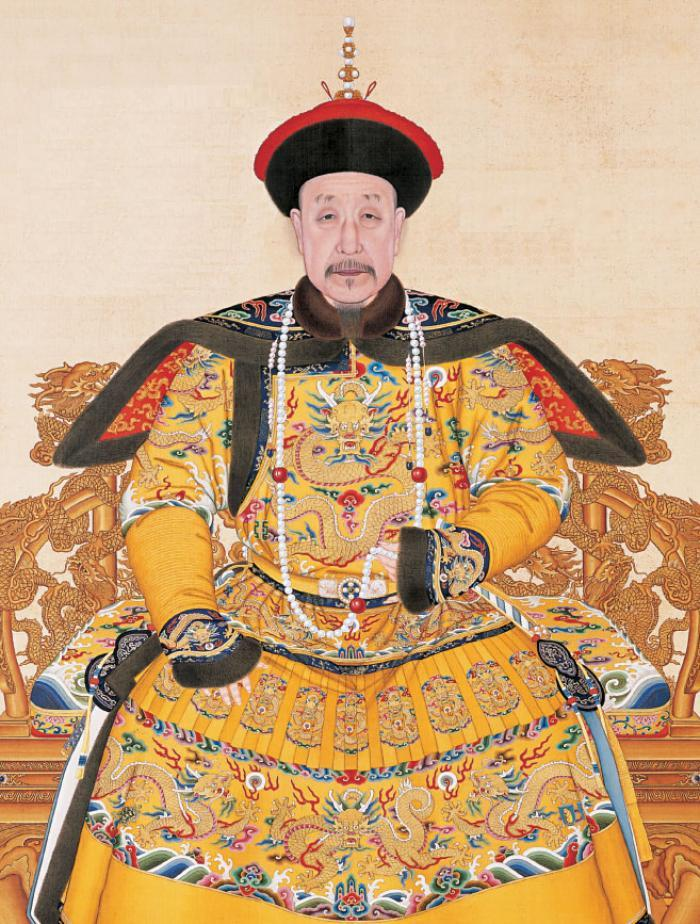
Портрет императора Цяньлуна

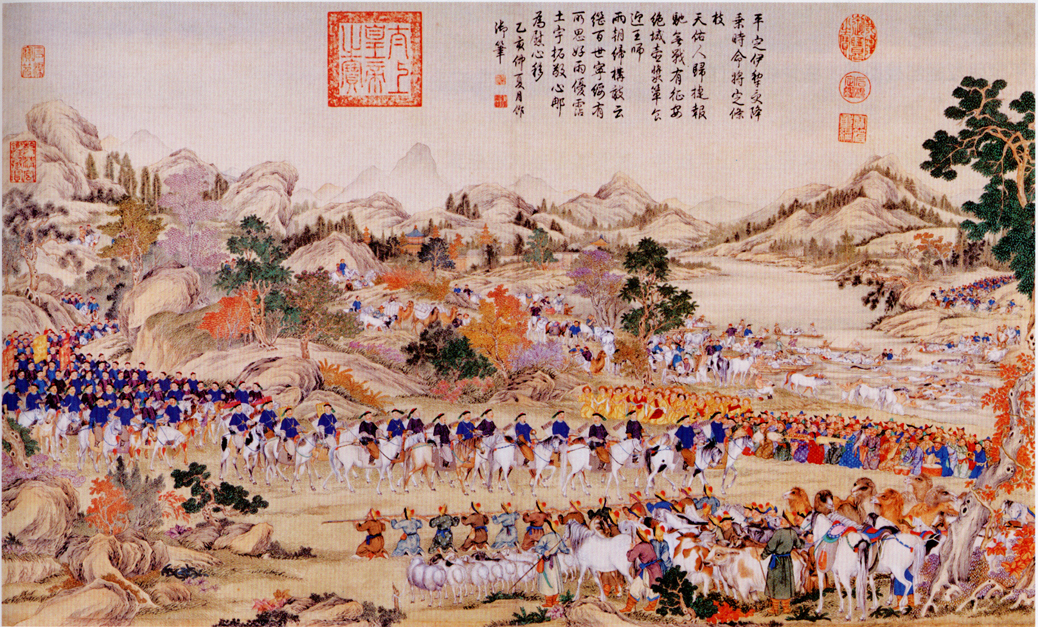
Цинские войска входят в Или

Был сыном наследника хошутского Лхавзан-хана Данзана и дочери Цэван-Рабдана Ботолог. 
Принадлежность Амурсаны к роду Хойт, а не к отцовскому Хайртынхан, объясняется тем, что после гибели своего первого мужа его беременная мать была выдана за хойтского нойона Уйзена-хошучи. Амурсана был усыновлен по ойратскому обычаю хойтским нойоном и, поэтому, сам считался хойтским нойоном.
Участвовал во внутриполитической борьбе за наследие Галдан-Цэрэна, в которой верх одержал сын его наложницы Лама Дорджи. Его основным соперником был племянник хунтайджи Дабачи (Даваци). Лама-Доржи обратился за помощью к Цинам, стремящимся присоединить Джунгарию. По свидетельству очевидца, в 1751 году в Пекин приезжал посол с просьбой дать хунтайджи 100 тысяч лянов серебра. От имени императора Цяньлуна послу объявили, что «если сто тысяч человек перейдут в Китай, то император даст по одному серебряному ляну за каждого». Но Лама-Дорджи по-прежнему придерживался курса на независимость.
Амурсана стал на сторону Дабачи, но, потерпев поражение в 1751 году, они ушли в казахский Средний жуз, где их принял султан Абылай. 12 января 1753 года Дабачи и Амурсана убили Лама-Дорджи, и Дабачи был возведён на престол. Вскоре, однако, начался его конфликт с Амурсаной. В 1754 году Амурсана потерпел поражение и бежал через Телецкое озеро, Кобдо и Улангом в Халху.
Со времён смерти Галдан-Цэрэна в Джунгарии происходили непрекращающиеся междоусобные войны. Из-за этого ханство значительно ослабло. С ноября 1750 года ойраты начали переходить из Джунгарии в Цинскую империю и Халху, где власти щедро одаривали каждого перебежчика, предоставляя на первых порах налоговые и иные льготы, награждая представителей знати и чиновничества различными пышными титулами и званиями. Одновременно цинское правительство стало готовиться к новой войне, справедливо полагая, что при обострении внутренних противоречий Джунгарское ханство уже не сможет оказать эффективного сопротивления.
В августе 1754 года Амурсана с 20 тысячами воинов прибыл в Халху и перешёл к маньчжурам. Удостоился беседы с богдыханом Цяньлунем.
Весной 1755 года состоялось китайско-монгольское вторжение в Джунгарию. Авангард армии вторжения во главе с Амурсаной вступил в долину реки Текес, где вошёл в соприкосновение с немногочисленными отрядами Даваци. Узнав, что с войском идёт Амурсана, многие ойраты переходили на сторону цинской армии. 19 июля 1755 года был издан императорский «Указ о триумфальном окончании западной кампании и включении Джунгарии в карту нашей империи», на территории ханства был введён китайский календарь. Однако Амурсана вёл себя независимо, не пользовался китайской печатью, не носил китайский костюм.
Осенью 1755 года Амурсана рассчитывал с цинской помощью стать всеойратским ханом, но оказался обманутым. Имея при себе небольшой отряд ойратских воинов, действуя в сговоре с некоторыми халхаскими военачальниками, Амурсана напал на маньчжурские войска, охранявшие границу, и разбил их. Тем самым Амурсана начал антиманьчжурское освободительное движение в Монголии. Имея небольшое число воинов и действуя в союзе с некоторыми халхаскими нойонами, вёл боевые действия против маньчжур.
В марте 1756 года состоялось очередное маньчжуро-китайское вторжение. Маньчжуры превосходили ойратов по численности в пять раз. Ойраты вырезались поголовно. Весной и летом 1757 года в горах Тарбагатая и в долине реки Или отряды ойратов общей численностью в 10 тысяч воинов, руководимые Амурсаной и его единомышленниками, развернули активные операции против цинской армии, однако эти отряды не смогли противостоять многократно превышавшей их численностью и оснащением цинской армии. Алтайцы, енисейские кыргызы бежали в Сибирь, в родные урочища.
В сентябре 1757 года Амурсана умер в Тобольске от оспы. Русские власти отказались выдать маньчжурам его тело. Российский Сенат 1 ноября 1757 года предписал сибирскому губернатору Соймонову отправить тело Амурсаны на русско-китайскую границу для возможности освидетельствования его представителями цинской администрации. 17 декабря 1757 года труп Амурсаны с сопровождающим сержантом Глазовым был отправлен в Селенгинск к коменданту В. В. Якобию. Тело было захоронено в окрестностях Селенгинского острога. Останки Амурсаны дважды эксгумировались для опознания халхасскими и маньчжурскими чиновниками.
Жена Амурсаны — Битей, дочь Галдан-Цэрэна, вдова старшего брата Амурсаны — укрылась в Калмыкии, потом переехала в Петербург, где умерла в 1761 году. Её сын от первого брака, Пунцук, крестился в православии.

## Наследие
Имя Амурсаны было окружено легендами; ещё в начале XX века среди монголов ходило поверье, что Амурсана воскреснет, вернётся и освободит страну от чужеземного ига. В начале XX века калмык Джа-лама, деятель монгольской национальной революции, называл себя потомком и перерождением Амурсаны.  
На Алтае после смерти Амурсаны, рождается мессианская легенда об апокалиптическом возвращении Амурсаны, который слился с образом пророка Ойрот-хана. Амурсана являлся вдохновителем Бурханизма, нового религиозного движения алтайцев. 

## Память
- Памятник Амурсане расположен в городе Ховд, Монголия.

Памятник Амурсане